# Bernhard Gruber
Bernhard Gruber (n. 12 august 1982, Schwarzach im Pongau⁠(d), Salzburg, Austria) este un sportiv ce a reprezentat Austria, medaliat olimpic. A participat la 3 ediții ale Jocurilor Olimpice (2010, 2014, 2018) în care a câștigat o medalie de aur și două medalii de bronz.